# Альтермодерн
Альтермодерн (Altermodern: alter — у перекладі з лат. — «інший», modern — сучасний) — термін, який визначає нову культурну парадигму, сформований куратором Ніколасом Бурро. Альтермодерн досліджує, як глобалізація змінює сучасне мистецтво, на базі чого Бурро намагається сформулювати нову культурну парадигму. За його думкою, зараз відкриті кордони стимулюють появу численних транснаціональних культурних переплетень, тим самим, стимулюючи до появи нові форми сучасного мистецтва, які можна узагальнити як альтермодерн.

## Передумови
Альтермодерн став ще одним кроком до подолання постмодернізму, кінець якого оголосили багато дослідників.
Передумови для появи нового терміна Ніколас Бурро дав ще у 2005 році під час лекції на конференції Асоціації мистецтв Австралії та Нової Зеландії, де окреслив перші ключові моменти його майбутньої концепції. За його словами, художники перебувають у пошуках нової сучасності, заснованої на понятті перекладу (translation) локальних культурних цінностей і впровадження їх у світову мережу.
Якщо модернізм початку двадцятого століття характеризується, як загально західний культурний прояв, а постмодернізм, як заснований на ідеях мультикультуралізму, витоках та ідентичності, то Альтермодерн, в свою чергу, висловлюється мовою глобальної культури. Альтермодерн — це, свого роду, «синтез між модернізмом і пост-колоніалізмом».

## Концепція
Альтермодерн заснований на креолізації, коли культури перетинаються, вбираючи частину одна одної, у протиставлення мультикультуралізму.
Також один з принципів альтермодерна — гетерохронія, коли людська історія мислиться не лінійно, а немов вона складається з кількох часів. Витвори сучасних художників відображають переплетіння тексту та зображення, часу та простору. Художник подорожує сучасними та історичними періодами, виділяє з них деякі знаки, тим самим, обмірковуючи «тут та зараз». Він стає кочівником: у просторі, у часі і серед знаків.
Альтермодерн включає у себе поняття гібридизації, коли сучасне мистецтво відображає намагання подолати національні кордони, стати мережею, гіпертекстом.
Митець альтермодерна має глобалізоване сприйняття, вільно перетинає культурні ландшафти.
Також термін «альтермодерн» є назвою однойменної виставки — Altermodern: Tate Triennial 2009. На цій виставці були сформовані ключові «ідеї» альтермодерна, коло яких і був збудований наратив: кордони, документальний фікшн (docu-fiction), енергія, гетерохронія, подорож, віаторизація, (від латин. «мандрівник»).